# Rolf Colditz
Rolf Colditz (Geburtsname: Rolf Günther Kretzschmar * 19. April 1924 in Chemnitz; † 3. Dezember 2005 in St. Blasien) war ein deutscher Schauspieler und Regisseur.

## Leben
Rolf Günther Kretzschmar wuchs als Sohn der Besitzer eines Lebensmittelgeschäfts in der Dresdner Neustadt auf. Nach dem Abitur 1942 an der Dreikönigschule wurde er zur Kriegsmarine eingezogen. Im August 1945 kehrte er nach viermonatiger britischer Kriegsgefangenschaft auf Fehmarn zurück nach Dresden.
Ein Gespräch mit Erich Ponto führte zum Entschluss, zur Bühne zu gehen. Von November 1945 bis März 1947 absolvierte er ein Schauspielstudium an der Hochschule für Musik und Theater. Sein erstes Engagement führte ihn nach Nordhausen. Von 1948 bis 1951 in Zittau, führte er ab 1952 in Bautzen den Bühnenamen Rolf Colditz und war dann drei Jahre in Crimmitschau bzw. anschließend zwei Spielzeiten in Cottbus tätig, wo er jeweils auch inszenierte. 1957 folgte der Wechsel ans Landestheater Halle (bis 1992 Theater des Friedens) und ab 1981 ins von dort ausgegliederte neue theater nt, dem er bis an sein Lebensende als Ehrenmitglied eng verbunden blieb. Colditz spielte in seinen 48 Berufsjahren mehr als 200 Rollen. Zu seinem Repertoire zählten neben Klassikern wie dem Prospero, dem Nathan, Karl Moor, Mephisto, Tell oder Egmont so unterschiedliche Charaktere wie der Macheath, Missena oder Dr. Gropjuhn, aber auch George Bernard Shaw himself (in Jerome Kiltys „Geliebter Lügner“ mit Ursula Sukup), Gordon Gray, Pilatus, Weller Martin oder Selsdon Mowbray, wobei ihn die Rolle des reichen weisen Juden und dessen Botschaft des Lessing´schen Toleranzgedankens am intensivsten herausforderte. Von 1969 bis 1972 war er Gastdozent an der Theaterhochschule „Hans Otto“ in Leipzig. In mehreren Produktionen der DDR-Filmgesellschaft DEFA und des Deutschen Fernsehfunks (Fernsehen der DDR) stand er zudem vor der Kamera.
1995  setzte er sich gemeinsam mit seiner Frau, der Opernsängerin Inge Roil (geb. 23. April 1933 in Brieske-Ost als Christa Ingetraut Roil) in St. Blasien zur Ruhe. Aus ihrer Ehe 1961 entstammen zwei 1961 und 1963 geborene Söhne.
Rolf Colditz verstarb 2005 im Alter von 81 Jahren nach längerer Krankheit in St. Blasien im Kreise seiner Familie.

## Filmografie
- 1966: Bengoa (Fernsehinszenierung)
- 1969: Ungewöhnlicher Ausflug (Fernsehfilm)
- 1971: Zeitgenossen (Fernsehfilm)
- 1974: Wolz – Leben und Verklärung eines deutschen Anarchisten
- 1977: Scherz, Satire, Ironie und tiefere Bedeutung (Theateraufzeichnung)
- 1977: Die Verführbaren (Fernsehfilm)
- 1978: Geschichten aus dem Wiener Wald (Theateraufzeichnung)
- 1978: Kieselstein am Meeresstrand oder Anatomie eines Mordes (Fernsehinszenierung)
- 1980: Unsere egoistischen Eltern (Fernsehtheater Moritzburg)
- 1983: Das Luftschiff
- 1986: Wengler & Söhne – Eine Legende
- 1988: Die Schauspielerin
- 1989: Die ehrbaren Fünf (Fernsehfilm)
- 1989: Immensee (Fernsehfilm)

## Theater
- 1956: Johann Wolfgang von Goethe: Egmont – Regie: Gerd Keil (Stadttheater Cottbus)
- 1959: Guilherme Figueiredo: Der Fuchs und die Trauben – Regie: Harri Heßlar (Landestheater Halle)
- 1959: Friedrich Schiller: Wilhelm Tell – Regie: Gotthard Müller (Landestheater Halle)
- 1962: William Shakespeare: Was ihr wollt (Orsino) – Regie: Fritz Bennewitz (Deutsches Nationaltheater Weimar)
- 1964: Bertolt Brecht: Die Rundköpfe und die Spitzköpfe (Missena) – Regie: Kurt Veth (Landestheater Halle)
- 1967: Maxim Gorki: Die Kleinbürger (Teterew) – Regie: Horst Schönemann  (Landestheater Halle)
- 1968: Henrik Ibsen: Gespenster (Pastor Manders) – Regie: ? (Landestheater Halle)
- 1968: Friedrich Schiller: Die Räuber (Pastor Moser) – Regie: Horst Schönemann (Landestheater Halle)
- 1968: Hermann Kant: Die Aula (Dr. Gropjuhn) – Regie: Horst Schönemann (Landestheater Halle)
- 1969: Armin Stolper: Zeitgenossen (Wissenschaftler) – Regie: Christoph Schroth (Landestheater Halle)
- 1973: Jakob Michael Reinhold Lenz: Der Hofmeister (Major von Berg) – Regie: Peter Kupke (Landestheater Halle)
- 1974: Gotthold Ephraim Lessing: Nathan der Weise (Nathan) – Regie: Ulf Reiher (Landestheater Halle)
- 1974: Rudi Strahl: Adam und Eva und kein Ende (Anwalt) – Regie: Frank Schneider (Landestheater Halle)
- 1976: Maxim Gorki: Wassa Schelesnowa (Schelesnow) – Regie: Ulf Reiher (Landestheater Halle)
- 1977: Nataša Tanská: Kieselstein am Meeresstrand oder Anatomie eines Mordes – Regie: Horst Ruprecht (Landestheater Halle)
- 1977: Wladimir Tendrjakow: Drei Sack Abfallweizen (Adrian Fomitsch) – Regie: Horst Ruprecht (Landestheater Halle)
- 1981: Friedrich Schiller: Wilhelm Tell (Walter Fürst) – Regie: Peter Sodann (Landestheater Halle)
- 1981: Heinar Kipphardt: In der Sache J. Robert Oppenheimer (Gordon Gray) – Regie: Peter Sodann (neues Theater=nt Halle)[4]
- 1983: Peter Hacks/Rudi Strahl: Barby (Alwin) – Regie: Peter Sodann (nt Halle)
- 1984: Volker Braun: Grosser Frieden (Bezirksgott) – Regie: Peter Sodann (nt Halle)[5]
- 1984: Anton Tschechow: Drei Schwestern (Ferapont) – Regie: Hella Müller (nt Halle)
- 1985: Heiner Müller: Der Auftrag (Vater) – Regie: Peter Sodann (nt Halle)[6]
- 1985: Ariano Suassuna: Das Testament des Hundes (Major Antonio Morais) – Regie: Hella Müller (nt Halle)
- 1985: Christine Lambrecht: Männerbekanntschaften (Paul H.) – Regie: Peter Sodann (nt Halle)[7]
- 1987: Frederick Loewe/Alan Jay Lerner: My fair Lady – Regie: Klaus Kretschmar (Landestheater Halle)
- 1987: Friedrich Dürrenmatt: Romulus der Grosse (Tullius Rotundus) – Regie: Peter Sodann (nt Halle)[8]
- 1989: Tschingis Aitmatow: Die Richtstatt (Pilatus) – Regie: Peter Sodann (nt Halle)[9]
- 1989: Christoph Hein: Die Ritter der Tafelrunde (Lancelot) – Regie: Peter Sodann (nt Halle)
- 1992: Friedrich Schiller: Wallenstein (Gordon) – Regie: Peter Sodann (nt Halle)[10]
- 1993: Michael Frayn: Noise off! – Der nackte Wahnsinn (Selsdon Mowbray) – Regie: Peter Sodann (nt Halle)[11]
- 1993: Donald L. Coburn: Gin Rommé (Weller Martin) – Regie: Hilmar Eichhorn (neues theater Halle – Tintenfass)

## Auszeichnungen
- 1975: Hans-Otto-Medaille
- 1989: Händelpreis der Stadt Halle (Saale)[12]